# ジョン・スティアーズ
ジョン・スティアーズ（John Stears、1934年8月25日 - 1999年4月28日）は、イギリス出身のSFX監督。
映画『007』シリーズにおいて、第2作『ロシアより愛をこめて』から第9作『黄金銃を持つ男』までのうち、6作品の特殊効果を担当。第4作『サンダーボール作戦』で、アカデミー視覚効果賞を受賞。その後、『スター・ウォーズ』に特殊製作・メカニカル効果監督として参加。同映画でもアカデミー視覚効果賞を受賞した。
ロサンゼルスにて、脳卒中のため死去。

## 主要作品
- 007 ロシアより愛をこめて From Russia with Love (1963)
- 007 ゴールドフィンガー Goldfinger (1964)
- 007 サンダーボール作戦 Thunderball (1965)
- 007は二度死ぬ You Only Live Twice (1967)
- チキ・チキ・バン・バン Chitty Chitty Bang Bang (1968)
- 女王陛下の007 On Her Majesty's Secret Service (1969)
- 007 黄金銃を持つ男 The Man with the Golden Gun (1974)
- スカイライダーズ Sky Riders (1976)
- スター・ウォーズ Star Wars (1977)
- ピラミッド The Awakening (1980)
- アウトランド Outland (1981)
- サハラ Sahara (1983)
- バウンティ 愛と反乱の航海 The Bounty (1984)
- F/X 引き裂かれたトリック F/X: Murder by Illusion (1986) 監修
- マスク・オブ・ゾロ The Mask of Zorro (1998) 顧問